# Скриптована секвенца
Скриптована секвенца (енгл. scripted sequence) у видео-играма представља низ предодређених догађаја који наступају након уласка играча на одређену локацију или извршавања одговарајућих радњи.

## Функција
Неке скриптоване секвенце се користе ради репродукције кратких међусцена над којим играч нема контролу. Међутим, у играма као што су Half-Life или Call of Duty, оне се обично користе у циљу увођења нових непријатеља или изазова за време игре. Такође могу да представе преокрет у радњи без прекида игре међусценом. Очекивани исход оваквог стила презентовања је повећање имерзије и одржавање неометаног играчког искуства које задржава пажњу играча.
Многе ствари могу да активирају скриптоване секвенце: тајмер, напредак у игри или контролна тачка. За играче који практикују брзо прелажење видео-игара, прескакање ових секвенци, које их успоравају, сматра се умећем. Заобилажењем хитбоксова, како би се избегле секвенце, постиже се боље завршно време.